# Чума великої рогатої худоби
Чума великої рогатої худоби (англ. Rinderpest; cattle plague or steppe murrain; лат. Pestis bovum) — гостра вірусна хвороба великої рогатої худоби, перебіг якої відбувається у вигляді септицемії з високою температурою і запально-некротичним ураженням слизових оболонок, переважно шлунково-кишкового каналу. Ліквідована в світі 2011 року внаслідок кампанії з ерадикації, про що повідомила продовольча та сільськогосподарська організація ООН

## Збудник хвороби і група ризику
Збудник чуми великої рогатої худоби — РНК- вірус, для якого характерний поліморфізм. Зв'язується з білками крові та інших рідин. Культивується на культурі тканин. Не стійкий в навколишньому середовищі. Дезінфектанти в звичних концентраціях інактивують вірус протягом декількох хвилин.

## Епізоотологічні особливості
До чуми сприйнятливі велика рогата худоба, зебу, буйволи. Джерелом інфекції є хворі і перехворівші тварини, які виділяють вірус з калом, сечею, молоком, слиною. Зараження відбувається в природних умовах через органи травлення, слизову оболонку носа. Сприяють розповсюдженню захворювання хижі птахи і тварини, які механічно розносять вірус, поїдаючи трупи тварин. Чума перебігає у вигляді епізоотій з 90-100 % летальністю, в стаціонарних місцях летальність — 5-20 %.

## Патогенез
Після аліментарного (з харчуванням) зараження вірус швидко потрапляє в кров і розноситься по організму. Репродукція вірусу проходить у лімфовузлах, кістковому мозку, легенях, слизових оболонках респіраторної та травної системи. Це спричинює виникнення септичного ураження різних органів. У зв'язку з сильним ураженням слизової оболонки шлунково-кишкового каналу різко порушується травлення, розвивається пронос, що веде до зневоднення і виснаження хворої тварини.
Труп виснажений, кров водяниста, погано згортається. Слизові оболонки, починаючи з ротової порожнини і закінчуючи прямою кишкою, гіперемійовані, з ерозіями та виразками, крововиливи. Жовчний міхур містить велику кількість жовчі (900 мл).

## Симптоми
Інкубаційний період — 3-17 днів. Захворювання перебігає гостро, рідше — блискавично, підгостро і абортивно.
Перша ознака — підйом температури до 41-42 °C. Атонія передшлунків, спрага, зниження надоїв. Але основні ознаки проявляються на слизових травного каналу — гіперемія, вузлики, які розпадаються з утворенням яскраво-червоних ерозій та виразок. Сильна слинотеча. Кон'юнктива червоного кольору, помутніння рогівки. На початку хвороби спостерігається запор, потім  — профузний пронос. Вагітні тварини абортують. Хворі гинуть на 5-21 день. Підгостра форма спостерігається в стаціонарних пунктах і перебігає більш доброякісно.

## Діагностика
Діагноз встановлюють на підставі аналізу епізоотологічних даних, клініки, патанатомії і лабораторних досліджень: виділення вірусу, біопроби, серологічних реакцій (РЗК, РДП, ІФА). Диференціювати чуму необхідно від злоякісної катаральної гарячки, ящуру, пастерельозу, кокцидіозу, вірусної діареї.

## Профілактика
Хворих тварин забивають, трупи спалюють. Охорона території країни від заносу інфекції. При виникненні захворювання накладають карантин. Хворих забивають, трупи спалюють. Гній спалюють. У загрозливій зоні проводять щеплення. Карантин знімають через 21 день після проведення комплексу заключних ветеринарно-санітарних заходів.